# Rhinophis tricolorata
Rhinophis tricolorata är en ormart, endemisk för Sri Lanka, som beskrevs av Deraniyagala 1975. Rhinophis tricolorata ingår i släktet Rhinophis, och familjen sköldsvansormar. Inga underarter finns listade i Catalogue of Life.
Arten förekommer i Sri Lanka. Honor lägger inga ägg utan föder levande ungar.